# Petrus van Rhijn
Pour les articles homonymes, voir Van Rhijn.
Petrus van Rhijn est un footballeur néerlandais né le 22 mars 1931 à Wassenaar (Pays-Bas) et mort le 3 mai 1999.
Il a fait l'essentiel de sa carrière comme attaquant (ailier gauche) à  Valenciennes, au Stade français et au FC Grenoble. Ce joueur était d'une efficacité redoutable et a été plusieurs fois meilleur buteur du championnat de France de division 2.

## Carrière de joueur
- Wassenaar
- US Valenciennes-Anzin (1954-1958) (48 matchs et 22 buts en division 1, 70 matchs et 72 buts en division 2)
- Stade français (1958-1960) (37 matchs et 22 buts en division 1, 30 matchs et 31 buts en division 2)
- FC Grenoble  (1960-1962) (11 matchs et 3 buts en division 1, 32 matchs et 10 buts en division 2)
- Nîmes Olympique  (1962-1963) (8 matchs et 1 but en division 1)[2]

## Palmarès

### En club
| - FC Grenoble - Division 2 - Champion (1) : 1962 - Coupe des Alpes - Finaliste (1) : 1962 |  | - Stade français - Division 2 - Vice-champion (1) : 1959 |

### Distinctions personnelles
- Meilleur buteur du Championnat de division 2 1955 (40 buts) et 1956 (32 buts) (avec l'US Valenciennes-Anzin)
- Meilleur buteur du Championnat de division 2 1959 (31 buts) (avec Stade Français)

## Source
- Marc Barreaud, Dictionnaire des footballeurs étrangers du championnat professionnel français (1932-1997), L'Harmattan, 1997.